# Plagiogeneion fiolenti
Plagiogeneion fiolenti är en fiskart som beskrevs av Parin, 1991. Plagiogeneion fiolenti ingår i släktet Plagiogeneion och familjen Emmelichthyidae. Inga underarter finns listade i Catalogue of Life.